# Lycée privé polyvalent Saint-Paul
Le lycée privé polyvalent Saint-Paul de Lens est un établissement privé catholique sous contrat d'association avec l'État, qui regroupe environ 1 135 élèves durant l'année scolaire 2006-2007.

## Classement du lycée
En 2015, le lycée se classe 2e sur 43 au niveau départemental quant à la qualité d'enseignement, et 103e au niveau national. Le classement s'établit sur trois critères : le taux de réussite au bac, la proportion d'élèves de première qui obtient le baccalauréat en ayant fait les deux dernières années de leur scolarité dans l'établissement, et la valeur ajoutée (calculée à partir de l'origine sociale des élèves, de leur âge et de leurs résultats au diplôme national du brevet).

## Matières enseignées
Les baccalauréats préparés sont :
- ES (économique et social)
- S (scientifique)
- ST2S (sciences et technologies de la santé et du social)
- STMG (sciences et technologies de la gestion)

Les BEP (Brevet d'Études Professionnelles) préparés sont :
- VAM (Vente Action Marchande)
- Carrières Sanitaires et Sociales (en projet)

Au niveau post-bac :
- BTS comptabilité et gestion des organisations
- BTS transport option logistique
- BTS commerce international
- Classes préparatoires aux concours des professions paramédicales, sanitaires et sociales.

| Année scolaire | nombre d'élèves |
| -------------- | --------------- |
| 1993-1994      | 869             |
| 1995-1996      | 889             |
| 1997-1998      | 927             |
| 1999-2000      | 963             |
| 2001-2002      | 961             |
| 2003-2004      | 1 046           |
| 2004-2005      | 1 074           |
| 2005-2006      | 1 100           |
| 2006-2007      | 1 135           |

## Élèves célèbres
- Constance Jablonski, mannequin
- Christophe Salengro, comédien
- Jean-Marie Vanlerenberghe, homme politique
- Marine Tondelier, femme politique
- Guillaume Roquette, journaliste

## Patrimoine
- La chapelle dont les dalles de verre sont une création du peintre Alain Mongrenier.